# Ektomorf
Ektomorf er også et ungarsk metalband, se Ektomorf (band)
Ordet ektomorf kommer af græsk ekto- = "udvendig" + morphe = "form", og det bruges inden for biologien om den misdannelse af organismer eller organer, som skyldes ydre påvirkninger, det være sig ved ardannelse, parasitisme eller naturlige vækstbetingelser.
Et godt eksempel på ektomorfi har man i de afvigende rodformer, der opstår, når ektomykorrhiza-svampe lever symbiotisk med planter. Her er det hyferne, der danner en ydre kappe omkring roden, og som misdanner den.
Andre eksempler på ektomorfi ses i gartneriske bestræbelser på at omforme planter fra deres arveligt bestemte natur til en kulturbestemt skikkelse. Som eksempler kan nævnes bonsai og formklipning, men selv en ganske almindelig græsplæne er også et velkendt eksempel.